# Ryū Chishū

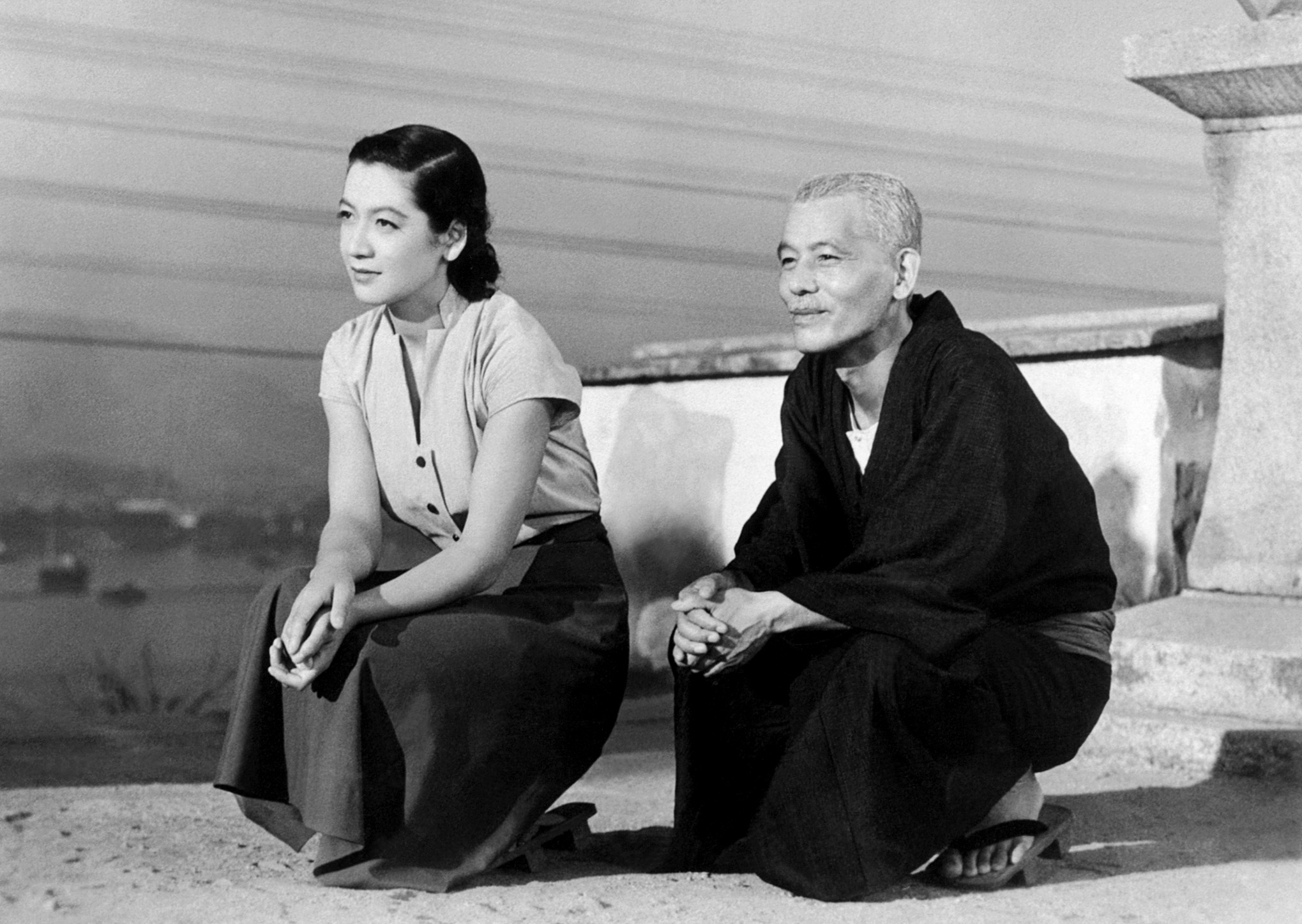
Setsuko Hara und Ryū Chishū in Die Reise nach Tokyo

Ryū Chishū (japanisch 笠 智衆; * 13. Mai 1904 in Tamamizu, Tamana-gun (heute Tamana), Präfektur Kumamoto; † 16. März 1993 in Yokohama, Präfektur Kanagawa) war ein japanischer Schauspieler, der vor allem durch seine Rollen in den Filmen des Regisseurs Ozu Yasujirō international bekannt wurde. Er wirkte in über 160 Filmen mit.

## Leben und Karriere
Der Sohn eines buddhistischen Priesters studierte an buddhistischen Universitäten in Kyoto und Tokyo. Ab 1925 nahm er heimlich Schauspielunterricht. 1926 schloss er einen Vertrag mit der Filmgesellschaft Shochiku und arbeitete 10 Jahre lang als Statist und Kleindarsteller. Sein erster Auftritt vor der Kamera war Ende der 1920er-Jahre in dem Ozu-Film Wakōdo no yume. Die erste große Rolle hatte Ryū in Ozus erstem Tonfilm Hitori Musuko (1936) als Lehrer des Filmhelden.
Besonders bekannt ist in Europa das Werk Die Reise nach Tokyo aus dem Jahr 1953, in dem Ryū die Hauptrolle eines alten Mannes spielte, obgleich er selbst zu diesem Zeitpunkt noch nicht 50 Jahre alt war. Er spielte noch in vielen anderen Ozu-Filmen mit, auch in all seinen sechs Farbfilmen, in Guten Morgen 1959 und Ein Herbstnachmittag 1962 spielte er die Hauptrolle. Nach Ozus Tod im Jahre 1963 spielte Ryū noch in mehreren Fernsehserien und Filmen mit. Von 1969 bis 1992 verkörperte er die Rolle eines alten buddhistischen Oberpriesters in der Filmreihe Otoko wa Tsurai yo.
1985 trat er als Interviewpartner in dem Dokumentarfilm Tokyo-Ga von Wim Wenders auf und spielte sechs Jahre später in dessen Film Bis ans Ende der Welt. Eine weitere Altersrolle hatte Ryū als weiser Dorfbewohner am Filmende von Akira Kurosawas Träume (1990).

## Filmografie (Auswahl)
(Filme unter Ozu sind mit einem ◎ gekennzeichnet).
- 1928: Träume der Jugend (Wakōdo no yume) ◎
- 1932: Ich wurde geboren, aber… (Umaretewa mitakeredo) ◎
- 1936: Der einzige Sohn (Hitori Musuko) ◎
- 1941: Die Geschwister Toda (戸田家の兄妹, Toda-ke no kyōdai) ◎
- 1942: Es war einmal ein Vater (父ありき, Chichi ariki) ◎
- 1947: Erzählungen eines Nachbarn (長屋紳士録, Nagaya shinshiroku) ◎
- 1949: Später Frühling (晩春, Banshun) ◎
- 1951: Weizenherbst (麦秋, Bakushū) ◎
- 1952: Der Geschmack von grünem Tee über Reis (お茶漬の味, Ochazuke no aji) ◎
- 1953: Die Reise nach Tokyo (東京物語, Tōkyō monogatari) ◎
- 1956: Vaterliebe (嵐, Arashi)
- 1958: Der Rikschamann (無法松の一生 Muhōmatsu no isshō)
- 1958: Sommerblüten (彼岸花, Higanbana) ◎
- 1959: Guten Morgen (お早よう, Ohayō) ◎
- 1960: Die Bösen schlafen gut (Warui yatsu hodo yoku nemuru / 悪い奴ほどよく眠る)
- 1960: Spätherbst (秋日和, Akibiyori) ◎
- 1960: Der König der silbernen Berge (銀嶺の王者, Ginrei no ōja) mit Toni Sailer
- 1962: Ein Herbstnachmittag (秋刀魚の味, Samma no aji) ◎
- 1967: Der längste Tag von Japan/Japan’s Longest Day (日本のいちばん長い日, Nihon no ichiban nagai hi)
- 1969–1992: Otoko wa Tsurai yo (男はつらいよ, Filmreihe)
- 1990: Akira Kurosawas Träume (夢, Yume)
- 1991: Bis ans Ende der Welt